# Марьино (Глобинский район)
Марьино (укр. Мар'їне) — село, Опрышковский сельский совет, Глобинский район, Полтавская область, Украина.
Код КОАТУУ — 5320686003. Население по переписи 2001 года составляло 23 человека.
Село указано на трехверстовке Полтавской области. Военно-топографическая карта.1869 года как хутор Захарченков.

## Географическое положение
Село Марьино находится в 3-х км от правого берега реки Сухой Кагамлык,
в 2-х км расположено село Кирияковка.
К селу примыкает большой садовый массив.
По селу протекает пересыхающий ручей с запрудой.